# MBT terápiás lábbeli
Az MBT terápiás lábbeli (angolul: Masai Barefoot Technology), a winterthuri Masai Group International terápiás lábbelijének márkaneve. A cég 2012 májusában csődöt jelentett.

## Története

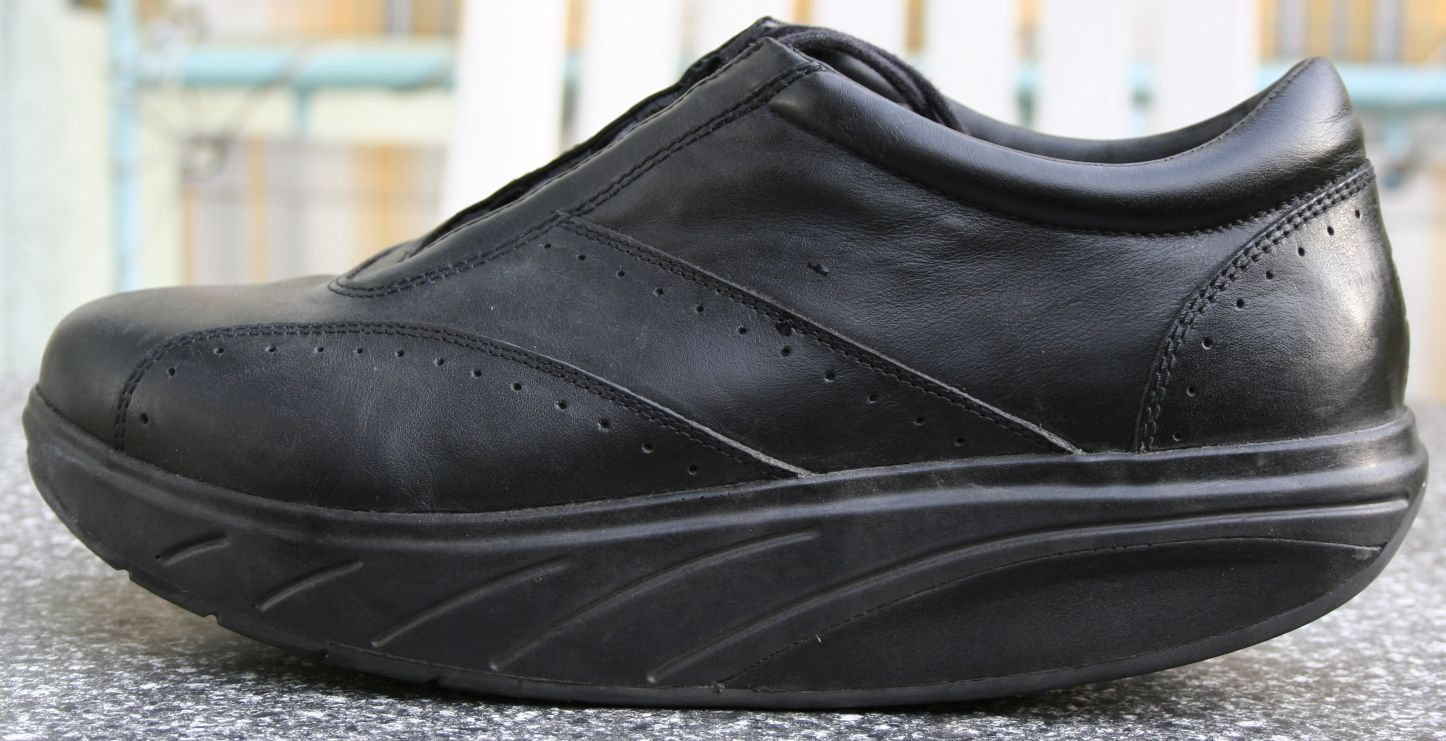
MBT cipő

MBT logó

Az MBT története 1990-ig nyúlik vissza. Karl Müller svájci mérnök maga is mozgásszervi panaszokkal küzdött. Megfigyelte, hogy a természetes talajon való mezítláb járás csökkenti fájdalmait. Az emberi test működését kutatva, a biomechanika tanulmányozása során arra az eredményre jutott, hogy a jótékony hatást a járófelszín instabilitása okozhatja. Az első MBT prototípus 1996-ban született meg. 1998-ban megalapította SWISS MASAI nevű céget az MBT gyártására és forgalmazására. 
2005-ben 4 kontinensen volt kapható, Magyarországon is elérhetővé vált. 
Az MBT Akadémia a világ számos egyetemén zajló, mintegy 40 tudományos kutatás összehangolásával dolgozik az MBT hatásának vizsgálatán.

## Jelentése
A rövidítés egy olyan lábbelit takar, amely a gyártó szerint csökkenti a mozgatórendszert érintő mesterséges környezet okozta káros hatásokat állás és járás közben. 
Masai- Afrikában élő népcsoport. Napjainkig megőrizték természeti népekre jellemző életmódjukat. Sokat mozognak, természetes talajon, mezítláb járnak. Körükben ritkán fordulnak elő azok a mozgásszervi betegségek (derék-, hát-, nyakfájás; csípő- és térd panaszok).[forrás?]
Barefoot - Angol “mezítláb” szó az MBT működési elvére utal. A lábbeli speciális talpszerkezete a mesterséges környezet kemény, egyenes járófelszínein a természetes talaj egyenetlenségeit hivatott pótolni.
Technology - Az MBT technikai és biomechanikai hátterére utal. A svájci szabadalomként bejegyzett talpszerkezet kialakítása folyamatos fejlesztés alatt áll. Használatát 1996 óta 40 tudományos kutatás vizsgálja, amely Európa, Észak-Amerika, Ausztrália egyes egyetemein, kórházaiban folyik.